# Oxeladina
Oxeladina é um supressor da tosse. É uma droga altamente potente e eficaz usada para tratar todos os tipos de tosse de várias etiologias. Não está relacionado com o ópio ou seus derivados, portanto o tratamento com oxeladina é livre de risco de dependência ou vício. A oxeladina não tem nenhum dos efeitos colaterais (tais como hipnose, depressão respiratória, tolerância, constipação e analgesia) que estão presentes quando se utilizam antitússticos comuns, tais como a codeína e seus derivados. Pode ser usado em todas as idades, bem como em pacientes com doença cardíaca, pois tem alto nível de segurança e uma grande seletividade para atuar no centro bulbar da tosse.